# Kenza Chapelle
Kenza Chapelle (en arabe : كنزة شابيل), née le 22 août 2002 à Montreuil est une footballeuse internationale marocaine jouant au poste d'attaquante au RC Strasbourg.

## Biographie

### Carrière en club

#### Formation à Romainville puis en Corse
Kenza Chapelle débute le football en club à l'âge de 7 ans au FC Romainville où elle joue avec les garçons jusqu'à ses 15 ans (âge maximum autorisé).
Durant son adolescence elle part avec sa famille s'installer en Corse et se perfectionne au club de Gallia Club Lucciana de 2014 à 2016 puis fréquente pendant une saison l'AC Ajaccio avec lequel elle remporte la Coupe de Corse et la « Gothia Cup », avant de retrouver le Gallia à nouveau. En parallèle, ses performances en club font qu'elle est sélectionnée au Pôle France de l'INSEP à Vincennes; centre qui forme les espoirs du football français et d'où sortent les futures joueuses de l'équipe de France,.

#### Découverte de la D2 avec la VGA St-Maur (2018-2020)
Lors de l'inter-saison 2018, elle quitte la Corse pour retrouver la région parisienne et s'engager avec la VGA Saint-Maur dont l'équipe fanion évolue en deuxième division nationale.
Kenza Chapelle fait sa première apparition en D2 le 9 septembre 2018 en entrant en jeu contre Le Havre à l'occasion de la 2e journée de championnat. La rencontre se termine sur un match nul (1-1).
Titularisée pour la première fois par Séverine Gouyer, elle marque son premier but en D2 le 30 septembre 2018 sur le terrain du Arras FCF dans un match qui se termine sur le score de deux buts partout.
Le parcours de la VGA Saint-Maur en Coupe de France féminine prend fin au deuxième tour fédéral avec une défaite face au Havre (4-2).
Elle inscrit son deuxième but de la saison lors de l'avant-dernière journée en déplacement chez le CPB Bréquigny de Rennes (4-4). Chapelle boucle ainsi ce première exercice en deuxième division en ayant pris part à 15 rencontres dont 13 en tant que titulaire pour 2 buts marqués.
L'attaquante de 17 ans prolonge à la VGA Saint-Maur en disputant son premier match de la saison 2019-2020 contre le Rodez dans une rencontre qui se termine sur un nul (2-2).
Le 22 septembre 2019 c'est elle qui marque l'unique but malheureux de son équipe contre le FC Nantes (défaite, 1-4).
Elle contribue à la victoire de St-Maur contre Haguenau (0-3) le 24 novembre 2020 à l'occasion du premier tour fédéral de la Coupe de France. Mais le parcours de son équipe prend fin le tour suivant sur une courte défaite (1-0) face au FC Vendenheim.
Le 30 novembre 2019 elle s'offre un doublé contre La Roche qui permet à la VGA de remporter le match de la 10e journée.
Quelques jours plus tard, Saint-Maur s'impose 4-1 sur la pelouse du Toulouse FC avec un but de Chapelle.
Elle retrouve le chemin des filets le 26 janvier 2020 en inscrivant un doublé contre le FC Nantes sur le terrain de ce dernier. Alors que la VGA se dirige vers une victoire, les Nantaises égalisent à la dernière minute (3-3).
Alors qu'elle réalise jusqu'ici une meilleure saison que la précédente avec 6 buts marqués en 12 matchs joués, le championnat est contraint de s'arrêter en raison de la pandémie de Covid-19 qui sévit le pays. Chapelle ne prolonge pas à la VGA, mais reste en Île-de-France en rejoint le FC Fleury 91 qui évolue en première division.

#### Découverte de l'élite avec Fleury (2020-2022)
En signant au FC Fleury, Kenza Chapelle franchit un cap en passant de la deuxième à la première division nationale. Elle fait sa première apparition en D1 le 1er novembre 2020 en entrant en jeu contre le PSG à l'occasion de la 7e journée dans un match qui voit son équipe s'incliner (4-0).
Elle est alignée comme titulaire pour la première fois par David Fanzel la journée suivante à Reims dans une rencontre remportée par Fleury (1-2).
Le match qui suit, elle inscrit son premier but de la saison contre Dijon (victoire de Fleury, 2-0). C'est son seul but de l'exercice 2020-2021.
Elle participe au seizième de finale de la Coupe de France face au Paris SG qui voit Fleury se faire sortir (2-0).
À l'issue de la saison, Kenza Chapelle dispute au total 13 matchs (10 titularisations) pour un seul but marqué.
Elle poursuit son aventure avec le club de Fleury-Mérogis en entrant en jeu contre le Paris SG lors de la 1re journée de championnat qui voit son équipe essuyer une lourde défaite (5-0).
Fabrice Abriel à la tête de l'équipe, la titularise pour la première fois contre Dijon lors de la 6e journée dans un match qui se termine sur une courte défaite de Fleury (1-0).
Il faut attendre la 20e journée pour voir Kenza Chapelle s'illustrer pour la première fois de la saison, avec un doublé contribuant à la victoire de son équipe contre le FF Issy (0-5).
Une saison difficile pour Chapelle qui prend part à 18 matchs mais n'est titularisée que deux fois seulement. Le club quant à lui termine à la 4e place du championnat.
En quête de temps de jeu, Kenza Chapelle est prêtée au FC Nantes lors l'inter-saison.

#### FC Nantes (2022-2023)
Kenza Chapelle prend la direction des Pays de la Loire en rejoignant le FC Nantes le 13 juillet 2022.
Elle dispute son premier match avec les Canaries le 11 septembre 2022 contre Le Mans. Titularisée par Mathieu Ricoul, son équipe s'incline à domicile (0-2).
Le FC Nantes connaît un début de saison difficile avec 7 défaites en 7 matchs. Il faut attendre la 8e journée le 6 novembre 2022 contre l'US Orléans pour voir les Nantaises s'imposer (2-1) et donc décrocher leurs premiers points de l'exercice 2022-2023.
Chapelle ouvre son compteur de buts le 4 décembre 2022 contre le FC Metz dans un match qui se termine sur une victoire nantaise (2-1).
Elle est de nouveau buteuse en huitième de finale de la Coupe de France face à l'AS Cannes contre qui Nantes dispose facilement (6-1). Mais le parcours de son équipe prend fin le tour suivant avec une défaite contre son ancien club, Fleury (6-1).
Le FC Nantes, qui paye son mauvais début de saison, ne parvient pas à se maintenir en D2 pour la saison suivante et ce malgré sa victoire lors de la dernière journée face au Mans (L'US Orléans s'étant imposé à La Roche). Le club nantais termine à un point du premier non relégable.
Kenza Chapelle prend donc part à 26 matchs avec Nantes dont 15 en tant que titulaire.

#### Avec le Racing Strasbourg (2023-)
Après une année du côté des Pays de la Loire, Kenza Chapelle prend la direction de l'Alsace en s'engageant au Racing de Strasbourg qui évolue en deuxième division.
Elle est titularisée lors du premier match de la saison contre Orléans et contribue à la victoire de son équipe avec un but (victoire 4-0).
Le 21 octobre 2023 à l'occasion de la 5e journée de championnat, Strasbourg se déplace à Albi et s'impose sur le score de 3-1. Kenza Chapelle qui débute le match sur le banc délivre une passe décisive sur le 3e but strasbourgeois.
La journée suivante le 5 novembre 2023, elle ouvre le score du match contre OGC Nice qui se termine sur une victoire strasbourgeoise (2-0).
Après avoir éliminé Thonon Évian (2-0), l'Olympique de Valence (13-0) et l'OGC Nice, les Strasbourgeoises voient leur parcours en Coupe de France s'arrêter le 27 janvier 2024 au stade des huitièmes de finale en s'inclinant aux tirs au but face au RC Lens. Kenza Chapelle participe à la séance en convertissant son pénalty.
Elle inscrit son 3e but de la saison en championnat le 18 février 2024 face à Thonon Evian (victoire, 2-0). En déplacement à Lens le 3 mars 2024, elle inscrit le but égalisateur qui permet à son équipe d'obtenir le point du nul à l'extérieur (1-1). Le week-end suivant, elle marque à nouveau, de la tête, en ouvrant le score du match en retard face au Mans qui se termine sur une victoire strasbourgeoise (2-0). Le 24 mars 2024, elle s'offre un doublé contre Albi-Marssac dans un match qui se termine sur un succès strasbourgeois (4-0). Quelques jours plus tard, le 14 avril 2024, elle contribue avec un but à la victoire de son équipe sur Rodez (2-1) alors que son équipe était menée au score. Le week-end suivant, Strasbourg s'impose par score de 2 buts à 0 sur le terrain du FC Metz et c'est elle qui inscrit les deux buts du match. Elle est de nouveau buteuse la journée qui suit en ouvrant le score face à l'Olympique de Marseille dans un match qui se termine par une victoire strasbourgeoise (3-0).
Strasbourg officialise sa montée en D1 le 12 mai 2024 à la suite de sa victoire 2 buts à 1 contre Le Mans sur le terrain de ce dernier. Kenza Chapelle marque le deuxième but strasbourgeois dans cette rencontre. Le week-end suivant elle récidive avec un but, son 13e de la saison en championnat, en ouvrant le score de la rencontre face à son dauphin, le FC Nantes (victoire, 2-0). Avec ce succès, les Strasbourgeoises sont officiellement championnes de la D2 de la saison 2023-2024, à une journée de la fin. 
Ainsi, à l'issue de cet exercice 2023-2024, Kenza Chapelle aura disputé les 22 journées de championnat en étant titularisée à 18 reprises et étant impliquée sur 17 buts (13 réalisations et 4 passes décisives). Grâce à ses 13 buts inscrits, elle termine deuxième meilleure buteuse de la D2 juste derrière l'internationale béninoise Aude Gbédjissi (14 buts).

#### Deuxième saison avec Strasbourg (2024-2025)
Kenza Chapelle entame alors une nouvelle saison avec Strasbourg fraîchement promue en Première ligue. Elle dispute son premier match de la saison le 27 septembre 2024 en entrant en jeu contre l'Olympique lyonnais dans le cadre de la deuxième journée de championnat. Dominées, les Strasbourgeoises s'inclinent lourdement (6-0). Elle connait sa première titularisation la journée suivante, contre son ancien club du FC Fleury, contre qui son équipe s'incline par 2 buts à 0. 
Elle inscrit son premier but de la saison le 19 octobre 2024 sur le terrain de l'En avant Guingamp contre qui Strasbourg s'incline 3 buts à 2.. Elle marque aussi la journée qui suit, le 2 novembre 2024, en ouvrant le score contre l'AS Saint-Étienne dans un match qui se solde par une victoire 2 à 0 des Strasbourgeoises, la première de leur saison. Kenza Chapelle retrouve le chemin des filets le 29 mars 2025, à nouveau contre En avant Guingamp (féminines) dans le cadre de la 19e journée de championnat (victoire, 6-0).
À l'issue de cet exercice 2024-2025, Kenza Chapelle aura pris part à 18 rencontres (8 fois titulaire) pour 3 buts marqués. Le club alsacien réussit à se maintenir de justesse dans l'élite après sa victoire face à Reims lors de la dernière journée (2-1).

### Carrière internationale
Avant de connaître la sélection marocaine, Kenza Chapelle évolue sous la tunique de l'équipe de France de la catégorie des moins de 16 ans jusqu'en moins de 20 ans.

#### France -16 ans
Sélectionnée par Cécile Locatelli, Kenza Chapelle remporte avec l'équipe de France des -16 ans, le Tournoi de développement UEFA organisé à Agrínio (Grèce) en février 2018. Les Bleuettes s'adjugent le titre après trois victoires en trois matchs contre la Grèce (2-0), la Russie (4-0) et la Slovaquie (2-0).

#### France -17 ans
Kenza Chapelle est sélectionnée par Sandrine Soubeyrand pour prendre part avec l'équipe de France des -17 ans aux qualifications à l'Euro 2019. Les Bleuettes parviennent à se qualifier pour le tour élite après s'être imposées au premier tour en septembre 2018 à Skopje (Macédoine du Nord) face à la Macédoine du nord (7-0), la Bosnie-Herzégovine (6-0) et la Hongrie (3-1). Kenza Chapelle inscrit un but contre les Macédoniennes et s'offre un doublé contre les Bosniennes.
Vient alors le tour élite qui se tient à Luso (Portugal) en mars 2019. Seul le premier de chaque groupe valide son ticket pour la phase finale qui a lieu en Bulgarie. Si la France remporte ses deux premiers matchs respectivement face à l'Irlande du nord (5-0) et la République tchèque (2-0), elle échoue lors la dernière rencontre, face au Portugal (1-0). Kenza Chapelle participe aux matchs dudit tour en entrant en jeu à chaque fois.

#### France -19 ans
Kenza Chapelle est sélectionnée par Sonia Haziraj en équipe de France des -19 ans pour disputer le premier tour des qualifications durant le mois d'octobre 2019 à Skopje. Les Françaises ne trouvent pas de problème pour se qualifier pour le tour élite après trois succès en trois matchs, face à la Macédoine du nord (10-0), la Roumanie (7-0) et la Slovaquie (6-0). Chapelle s'illustre contre les Macédoniennes avec un triplé, et marque aussi face aux Slovaques. Mais la compétition n'ira pas jusqu'à son terme en raison de la pandémie de Covid-19 et le dernier tour qualificatif est annulé.

#### France -20 ans
Kenza Chapelle est sélectionnée par Gilles Eyquem pour prendre part à une double confrontation amicale en Angleterre à Burton upon Trent. Elle ne participe qu'au deuxième match le 8 mars 2020 qui voit les Bleuettes s'incliner par deux buts à zéro.
Elle est de nouveau convoquée en juin 2022 pour participer au tournoi Sud Ladies Cup à Aubagne. Bien que dans le groupe, Sonia Haziraj ne lui donne pas de temps de jeu durant ce tournoi remporté par les États-Unis.

#### Maroc -23 ans
Kenza Chapelle est sélectionnée par Stéphane Nado pour prendre part à un rassemblement de l'équipe du Maroc des -23 ans au début du mois d'avril 2023 au Complexe Mohammed VI.
Dimitri Lipoff la convoque pour disputer le 25 septembre 2023 un match amical contre l'Islande au Complexe Mohammed VI. Titularisée, la rencontre se termine sur un score nul, 0-0.

#### Équipe du Maroc
Après plusieurs contacts avec la fédération marocaine, elle décide finalement de représenter le Maroc au niveau international.
« Je voyais l’évolution de la sélection ces dernières années et cette finale (de la CAN 2022) n’était qu’une suite logique de ce développement. C’est un honneur pour moi de porter, aujourd’hui, ce maillot »
— Kenza Chapelle, pour Ouest France
Le sélectionneur Reynald Pedros annonce le 19 juin 2023 une première liste de 28 joueuses pour prendre part à un stage en Autriche du 20 juin au 9 juillet ainsi qu'aux matchs amicaux dans le but de préparer la Coupe du monde 2023. Kenza Chapelle figure dans cette pré-liste.
Elle honore sa première sélection le 1er juillet 2023 contre l'Italie à Ferrare en match de préparation pour le Mondial. Titularisée pour sa première avec les Lionnes de l'Atlas, la rencontre se termine sur un score nul et vierge.
Après le stage effectué en Autriche, Chapelle est sélectionnée dans la liste finale des 23 joueuses retenues pour défendre les couleurs marocaines au Mondial. Le Maroc qui débute mal contre l'Allemagne (défaite 6-0), parvient à remporter une première victoire, contre la Corée du Sud (1-0), puis une deuxième, contre la Colombie (1-0) et réussit à se qualifier pour les huitièmes de finale pour sa première participation, et ce grâce au nul de l'Allemagne contre la Corée. Le parcours des Marocaines prend fin contre les Françaises (4-0). Bien que dans le groupe, Kenza Chapelle n'entre pas en jeu durant le tournoi.
Elle reçoit une convocation de la part de Jorge Vilda, fraîchement nommé à la tête de l'équipe nationale, pour disputer une double confrontation face à la Namibie les 26 et 31 octobre 2023 dans le cadre du deuxième tour des qualifications des Jeux olympiques 2024. La Namibie étant dans l'incapacité de recevoir, les deux matchs se jouent au Maroc. Les Marocaines s'imposent lors des deux manches. La première à Marrakech le 26 octobre 2023 sur le score de 2-0, et la deuxième à Rabat avec le même score. Kenza Chapelle n'entre en jeu que lors du match aller,.

#### Coupe d'Afrique 2024: Échec en finale
Kenza Chapelle fait son retour en sélection en étant convoquée par Jorge Vilda pour une double confrontation amicale face à la RD Congo les 30 mai et 3 juin à 2024 Berkane. C'est d'ailleurs durant cette date FIFA, qu'elle inscrit son premier but international avec l'équipe du Maroc en ouvrant le score sur un corner direct lors du premier match face aux Congolaises. Cependant, elle n'entre pas en jeu lors de la deuxième rencontre, remportée également par le Maroc (3-2).
Elle est convoquée pour disputer deux matchs amicaux contre la Tanzanie et le Sénégal respectivement les 25 et 29 octobre 2024 au Stade Père-Jégo. Les Marocaines remportent les deux rencontres avec un score de 4-1 face aux Tanzaniennes et une large victoire face aux Sénégalaises, 7-0. Kenza Chapelle entre en jeu et marque un but dans chacune des deux rencontres,. Le mois qui suit, elle est convoquée pour disputer deux matchs amicaux contre le Botswana et le Mali respectivement les 28 novembre et 3 décembre 2024. Le Maroc remporte les deux rencontres, 3-1 face au Botswanaises et 1-0 face aux Maliennes. Kenza Chapelle entre en jeu lors des deux matchs.
Chapelle est convoquée pour le stage suivant afin de disputer deux matchs amicaux contre la Tunisie et le Cameroun les 4 et 8 avril 2025 au Stade Père-Jégo. Les Marocaines s'imposent face aux Tunisiennes avec un score de 3 buts à 1. Cependant, elles s'inclinent face aux Camerounaises (0-1). Sur le banc face à la Tunisie, Kenza Chapelle entre en cours de jeu contre le Cameroun,.
Après une série de stages et matchs amicaux, la FRMF annonce le 24 juin 2025 la liste finale pour la CAN 2024. Kenza Chapelle fait partie des joueuses retenues par Jorge Vilda. Le Maroc qui atteint la finale pour la deuxième fois consécutive, ne parvient pas à remporter le titre. Durant cette édition, les Marocaines terminent première de leur groupe après un nul face aux Zambiennes (2-2), une victoire face aux Congolaises (4-2) et un succès face aux Sénégalaises (1-0). En quart de finale, le Maroc élimine le Mali (3-1) puis s'impose en demi-finale aux tirs au but face Ghana (4-2, 1-1 après prolongations). Les joueuses de Jorge Vilda s'inclinent en finale face au Nigeria (3-2) après avoir mené au score (2-0) jusqu'à l'heure de jeu. Sur le banc, Kenza Chapelle entre en fin de match face au Mali, au Ghana et au Nigeria. C'est elle qui inscrit le troisième but marocain face aux Maliennes.

## Palmarès
Racing Club de Strasbourg Alsace (1)
- D2 Féminine (1)
  - Championne : 2023-24